# Aage Meyer
Aage Avaldorff Meyer (ur. 21 grudnia 1904 w Kopenhadze zm. 16 marca 1979 tamże) – duński zapaśnik walczący w obu stylach. Dwukrotny olimpijczyk. Zajął szóste miejsce w Amsterdamie 1928 i dziewiąte i dwunaste w Belinie 1936. Walczył w wadze piórkowej i lekkiej.
Brązowy medalista mistrzostw Europy w 1935; uczestnik zawodów w 1929, 1930 i 1939. Mistrz Danii w latach: 1926-1929, 1931, 1937, 1942 i 1944.

## Letnie Igrzyska Olimpijskie 1928
| Konkurencja          | Rundy eliminacyjne  | Rundy eliminacyjne   | Rundy eliminacyjne  | Rundy eliminacyjne    | Klas. końcowa |
| Konkurencja          | Przeciwnik I        | Przeciwnik II        | Przeciwnik III      | Przeciwnik IV         | Miejsce       |
| -------------------- | ------------------- | -------------------- | ------------------- | --------------------- | ------------- |
| 60 kg styl klasyczny | Jaak Dillen (BEL) P | Leon Mazurek (POL) Z | Ricardo Rey (ARG) Z | Erik Malmberg (SWE) P | 6.            |

## Letnie Igrzyska Olimpijskie 1936
| Konkurencja          | Rundy eliminacyjne      | Rundy eliminacyjne     | Rundy eliminacyjne | Klas. końcowa |
| Konkurencja          | Przeciwnik I            | Przeciwnik II          | Przeciwnik III     | Miejsce       |
| -------------------- | ----------------------- | ---------------------- | ------------------ | ------------- |
| 66 kg styl klasyczny | Metty Scheitler (LUX) Z | Imam Hasan Ali (EGY) P | Arild Dahl (NOR) P | 9.            |

| Konkurencja      | Rundy eliminacyjne   | Rundy eliminacyjne       | Klas. końcowa |
| Konkurencja      | Przeciwnik I         | Przeciwnik II            | Miejsce       |
| ---------------- | -------------------- | ------------------------ | ------------- |
| 66 kg styl wolny | Howie Thomas (CAN) Z | Charles Delporte (FRA) P | 12.           |